# 屠方
屠方（1891年—1943年），字心矩，號百辛，江蘇武進人，其父為四川榮縣知縣，在當時候很有名聲。

## 生平
屠方生於1891年(光緒十七年)，因為父親在四川當官，屠方小時隨父親去四川，遊歷當地的林山大川，讓他胸懷寬宏、善於抒發議論。
•1905年(光緒三十一年)，屠方十四歲時，屠方的父的死讓他護送父親的靈柩回故鄉安葬，而回到武進。
•1911年(宣統三年)，屠方二十歲時，在就讀的兩江優級師範學堂肄業，隨後在辛亥年間參與蘇坦在武進的起義。在辛亥革命成功後屠方並不爭取功名，而是創立縣立師範學校，努力於教育界                                                                 培育學子，也因為其投身教育界後所累積的名望，讓屠方在民國十年後被推舉為江蘇省議會議員，匡濟救世。很快風潮並起、屠方在地方上的主持正義使他的名望更上一層樓，並在北伐成功後，成為實質上掌管皖汴兩省徵稅、興利、除弊、俗國、便民之人。
•1937年(民國二十六年)爆發丁丑事變造成動盪，很多城市人往西躲到衡山、湘水之間，讓屠方的親友聽到他在桂陽掌管稅務而前去依靠，但屠方財力有限無法接繼這麼多親友又不忍心讓他們顛沛流離，所以趁國慶紀念時演劇以籌措資金，屠方也因雅善歌曲所以親自粉墨登場，最終積勞成疾病逝，年終於五十二歲。
1. ↑  張惟驤. . : 75.
2. ↑  張惟驤. . : 75.
3. ↑  張惟驤. . : 75.
4. ↑  張惟驤. . : 75–76.